# Leopold Kohr
Leopold Kohr (nom de plume in den 1940er Jahren: Hans Kohr; * 5. Oktober 1909 in Oberndorf bei Salzburg; † 26. Februar 1994 in Gloucester, England) war Nationalökonom, Jurist, Staatswissenschaftler und Philosoph. Inhaltlich propagierte er Dezentralisierung sozialer Organisationen und Gruppen auf eine Größe, in der Funktion noch möglich ist, aber gleichzeitig den Mitgliedern eine Überschaubarkeit erlaubt. Kohr war Anarchist und Vordenker der Umweltbewegung. Er erhielt 1983 den „Alternativen Nobelpreis“.

## Leben

### Ausbildung
Leopold Kohr besuchte zwischen 1916 und 1920 die Volksschule in Oberndorf. Danach war er bis 1928 am Akademischen Gymnasium Salzburg. 1928 begann er ein Studium der Rechtswissenschaften an der Universität Innsbruck. Zur gleichen Zeit war er auch Student an der London School of Economics and Political Science. 1929 kehrte er nach Innsbruck zurück, gründete eine sozialdemokratische Studentengruppe und promovierte 1933 zum Dr. jur. Zwischen 1933 und 1937 leistete er Gerichtsjahre in Salzburg und Wien und studierte nebenbei Staatswissenschaften in Wien, die er mit einer zweiten Promotion zum Dr. rer. pol. abschloss. In dieser Zeit hielt er sich regelmäßig in Paris auf.

### Publizistisches Schaffen
Anfang Mai 1937 arbeitete Kohr gegen die Franquisten als Berichterstatter im Spanischen Bürgerkrieg für verschiedene Zeitungen in Österreich und der Schweiz und die französische Nachrichtenagentur Agence Viator. Dabei knüpfte er erste Kontakte zur Anarchistenbewegung. Im Sommer 1937 diskutierte er in Valencia mit dem Schriftsteller George Orwell über Zentralismus und systematische Massenüberwachung und saß zusammen am Schreibtisch mit dem späteren Literaturnobelpreisträger Ernest Hemingway und auch dem späteren Schriftsteller, Abenteurer, Philosophen und Minister André Malraux. Mit Verbissenheit berichteten sie von den Wirren des spanischen Bürgerkrieges und versuchten die Welt wach zu rütteln im Kampf gegen den Faschismus.
Gemeinsam mit Otto von Habsburg gründete Leopold Kohr im Frühling 1938 in Paris eine Widerstandsgruppe. Bei einer Rückkehr nach Salzburg entging er knapp dem Zugriff der Nazis. Im Herbst ging Kohr in Le Havre aufs Schiff und kam am 31. Oktober in New York an. Dort konnte er beim früheren Oberndorfer Bäcker Lämmermeyer wohnen, bis er nach Toronto reiste. Hier wurde er von der Familie des Historikers George Wrong aufgenommen.
Ab 1939 arbeitete Kohr in einem Goldbergwerk im Nordwesten Kanadas am Rande der Arktis. Durch die harten Arbeitsbedingungen erlitt er einen Hörsturz, wodurch sich sein Hörsinn zunehmend verschlechterte. Kohr war in Kanada ein wichtiger Repräsentant der „Österreich-Frei-Bewegung“ im politischen Kampf gegen Hitler. Von 1941 bis 1943 arbeitete Kohr für die „Carnegie Endowment for International Peace“ in Washington, D.C. Er arbeitete eng mit Egon Ranshofen-Wertheimer zusammen, der ihn mit den wichtigsten Chefredakteuren der USA bekannt machte. Wertheimer war zu dieser Zeit Berater im Weißen Haus.
Am 26. September 1941 erschien Kohrs erster Artikel über die notwendige Zerschlagung der Großmächte im linkskatholischen New Yorker Magazin The Commonweal; er trug den Titel Disunion Now. Im Januar 1942 startete Kohr mit einem Artikel in der Washington Post eine lange Serie im publizistischen Kampf gegen Hitler. Er setzte sich in der amerikanischen Öffentlichkeit massiv für österreichische Flüchtlinge ein. Gemeinsam mit Otto von Habsburg und Egon Ranshofen-Wertheimer beeinflusste er die Politik der USA, um nach Kriegsende Österreichs Unabhängigkeit wiederzuerlangen und die Rückgabe Südtirols an Österreich zu erreichen.

### Wissenschaftliche Betätigung
Zwischen 1943 und 1955 unterrichtete Kohr Nationalökonomie und politische Philosophie an der Rutgers University in New Jersey. Dabei entstanden Freundschaften mit dem Lateinamerika-Experten Robert J. Alexander und dem Geldexperten Anatol Murad sowie enge Kontakte zum venezolanischen Staatspräsidenten Rómulo Betancourt.
1951 vollendete Leopold Kohr sein Hauptwerk The Breakdown of Nations, das aber erst sieben Jahre später in England publiziert wurde. Im Jahr 1953 besuchte er das erste Mal Liechtenstein, um den Regierungschef Alexander Frick zu treffen. 
Zwischen 1955 und 1973 lehrte Kohr an der Staatsuniversität von Puerto Rico in San Juan. Er unterstützte die Unabhängigkeitsbewegung der Insel und kämpfte gegen die Zerstörung der Altstadt von San Juan durch US-amerikanische Industriegiganten. Hier begründete er sein Konzept der Dorferneuerung und Verkehrsberuhigung.
1958 unternahm er die erste Reise nach Wales zum Pazifisten und führenden Unabhängigkeitsaktivisten Gwynfor Evans und war als Gastprofessor in Swansea tätig. Leopold Kohr war 1967 an der kurzlebigen Unabhängigkeitserklärung der Karibikinsel Anguilla 1967 beteiligt.
Ende der 1960er Jahre bekannte der britische Nationalökonom Ernst Friedrich Schumacher, mit Kohr jenen Denker kennengelernt zu haben, dessen Thesen für die ökologische Rettung der Erde am wichtigsten zu sein scheinen.
Gemeinsam mit seinem Freund John Papworth reiste Kohr zu Kenneth Kaunda, dem Staatspräsidenten von Sambia. Kaunda war ein großer Verehrer von Kohrs Lebenswerk und beauftragte ihn, in Sambia eine Akademie zu gründen, was Kohr jedoch ablehnte. Kaunda schrieb auch das Vorwort zu Kohrs Buch Development without Aid (dt. Titel: Entwicklung ohne Hilfe).
Nach seiner Pensionierung in Puerto Rico 1972 übersiedelte der 63-jährige Kohr nach Aberystwyth, wo er an der Universität weiterlehrte und die Partei Plaid Cymru im Kampf gegen Atomrüstung, Kernkraftwerke und die Vorherrschaft der Großmächte unterstützte. 1973 vollendete Ernst Friedrich Schumacher sein Buch Small is beautiful im Hause seines Freundes Kohr in Aberystwyth; das Buch wurde ein Bestseller.
1979 verbrachte Kohr den Sommerurlaub in Salzburg. Seine Freundin Elisabeth Mortimer machte ihn mit Alfred Winter bekannt, der sich bemühte, ihn einem breiten Publikum vorzustellen. Daraus entstanden intensive Freundschaften mit Salzburgs Landeshauptmann Wilfried Haslauer, dem Zukunfts- und Friedensforscher Robert Jungk, dem Philosophen und Theologen Ivan Illich und dem Begründer der Selbstversorgungsbewegung John Seymour.
1983 übersiedelte er von Aberystwyth in die südenglische Industriestadt Gloucester.

### Umsetzung seiner Theorien
1986 wurden in Neukirchen am Großvenediger die Leopold-Kohr-Akademie und der Kulturverein Tauriska gegründet, die seine Theorie der regionalen Eigenständigkeit in die Praxis umsetzten. Geleitet wird der Verein und die Akademie von Susanna Vötter-Dankl und Christian Vötter. In den 80er und frühen 90er Jahren wurde Kohr zu mehreren Gastvorlesungen an die Universität Salzburg eingeladen. Seit 2008 gibt es an der Universität Salzburg das Leopold Kohr-Zentrum mit Archiv (betreut von Ewald Hiebl).

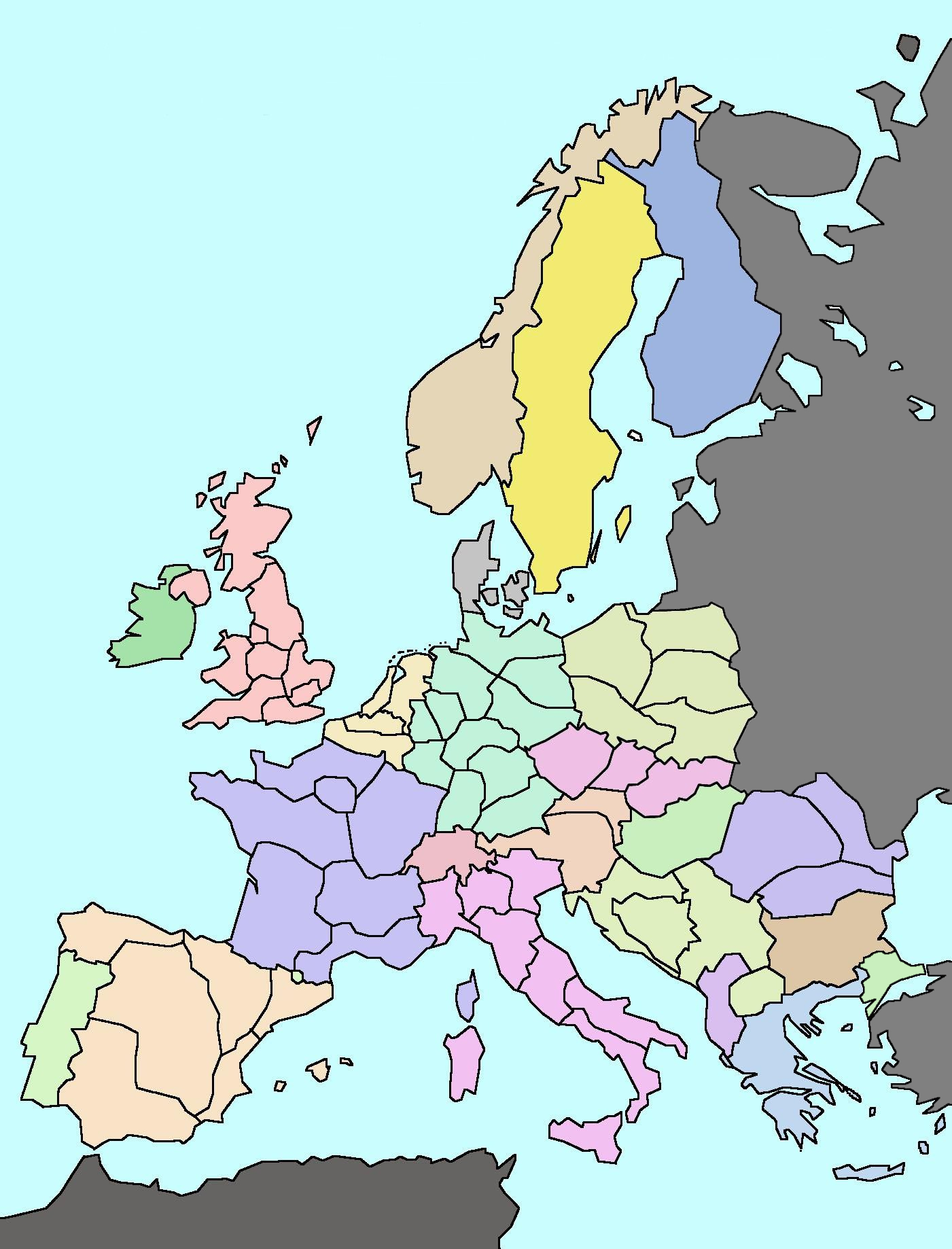
Europa der Regionen

1992 schrieb der Bierbrauer Alfred Heineken, angeregt durch die Philosophie Leopold Kohrs, einen Artikel über die Zukunft Europas mit dem Titel Eurotopia – Ein Europa der 75 Regionen, nicht der Staaten. Danach gab er bei Henk Wesseling den Entwurf einer entsprechenden Landkarte in Auftrag, die Leopold Kohrs Idee der Aufteilung der Nationen entwurfartig widerspiegelte und sich an historischen Regionen wie dem Königreich Asturien, der Normandie oder Galizien ausrichtet.
Im Sommer 1993 traf Kohr erste Vorbereitungen für die Übersiedelung nach Oberndorf. Genau zu jener Zeit zerstörten Einbrecher sein Archiv in Gloucester.

### Tod
Am 26. Februar 1994 starb Leopold Kohr im Alter von 84 Jahren kurz nach einer Herzoperation in Gloucester. Die Beisetzung von Kohrs Urne durch den Alterzbischof von Salzburg, Karl Berg, erfolgte Mitte März 1994 im Grab der Familie Kohr auf dem Friedhof in Oberndorf.
Im Jahr 2019 wurde in Wien-Donaustadt (22. Bezirk) die Leopold-Kohr-Straße nach ihm benannt. In Oberndorf erhielt die Promenade entlang der Salzach die Bezeichnung Leopold-Kohr-Promenade.

## Denken
„Alles ist Gift. Ausschlaggebend ist nur die Dosis.“ – Dieser von Kohr oft zitierte Spruch von Paracelsus (bekannt als dosis facit venenum) ist grundlegend für seine „Philosophie der Größe“. „Die Größe – Kohr meint nicht die absolute, sondern die relative, die zu große Größe – […] scheint das zentrale Problem der Schöpfung zu sein. Wo immer etwas fehlerhaft ist, ist es zu groß. […] Die Größe – und nur die Größe! – ist das zentrale Problem der menschlichen Existenz, im sozialen und im physischen Sinn“ (Das Ende der Großen, Einleitung). Folglich gibt es für Kohr auch nur eine Rettung: „[…] die Idee und das Ideal der Kleinheit als einziges Serum gegen die krebsartige Wucherung der Übergröße […]“ Rupert Riedl nennt es „Kohrs Gesetz“ und schreibt: „Kohrs Gesetz besagt, dass unsere Lebenswelt nach den kleinen Maßen des Menschen strukturiert werden muss, will sie eine humane Welt werden.“
Darüber hinaus prägte Kohr in seiner Geschwindigkeitstheorie den Slogan „slow is beautiful“, weil in der Langsamkeit auch die Massenwirkung abnimmt. Während die Straßen einer Stadt zu normalen Tageszeiten völlig ausreichen, steht in den Stoßzeiten der Verkehr; während die Theater- und Kinoausgänge am Ende der Vorstellung völlig ausreichen, sind sie im Falle einer Panik zu eng. Leopold Kohrs Philosophie betont die Würde und Vernunft des Individuums, befähigt, kreativ zu sein und seinen Willen zu gestalten. Eine Masse aus Individuen aber zerstört die Freiheit und verhält sich nicht wie vernünftige Wesen, sondern wie leblose Teilchen, die statistischen Gesetzen gehorchen. Begibt sich der freie Mensch in die Masse, degeneriert er vom Kulturwesen zum Teil einer physikalischen Gesetzen unterliegenden Einheit.

### Anarchismus
Leopold Kohr rehabilitierte den Anarchismus als politische Theorie. „Frei von Ideologien! Das ist Anarchismus! Es ist die edelste der Philosophien. Aber eine Gesellschaft kann nur ohne Staat und ohne Regierung leben, wenn der Einzelmensch so ethisch erzogen ist, dass es niemandem einfallen würde, in den Bereich des anderen einzudringen. Ihm auf die Füße zu steigen. Anarchisten, die jemanden erschießen, die sind Lustmörder. Die sollen eingesperrt werden! Lebenslänglich. Nicht weil sie jemanden umgebracht haben, sondern weil sie sich Anarchisten nennen.“ Anarchismus ist für Kohr die gewaltfreie Form des Zusammenlebens, jeder Mensch ist kraft der Vernunft in der Lage, jedem anderen Menschen mit Würde und Respekt zu begegnen, gemeinsam eine Gesellschaftsform zu praktizieren, in der die gegenseitige, freie Anerkennung auf so hohem Niveau praktiziert wird, dass eine äußere (3.) Ordnungsmacht überflüssig ist. Kohr widerspricht damit diametral den Theorien der Großgruppenordnung, wie etwa denen von Thomas Hobbes und David Hume. Natürlich ist dieses Ziel des Anarchismus utopisch. Das ist aber zugleich seine Kraft und seine Sicherung gegen Missbrauch durch kapitalistische, sozialistische oder andere Ideologien: Behauptet ein Führer, eine Partei oder eine Staatsmacht, das Ziel des Anarchismus sei erreicht, sind diese a priori als Missbraucher entlarvt, da dieses Ziel immer nur angestrebt, nie aber als historisch erreicht gelten kann. Obwohl global utopisch, lässt sich diese Gesellschaftsform zumindest zeitweise im Regionalen verwirklichen. Menschen, die diese Wertvorstellungen wenigstens vorübergehend gemeinsam leben, nehmen damit realiter an einer zukünftigen Gesellschaftsform teil.

## Auszeichnungen

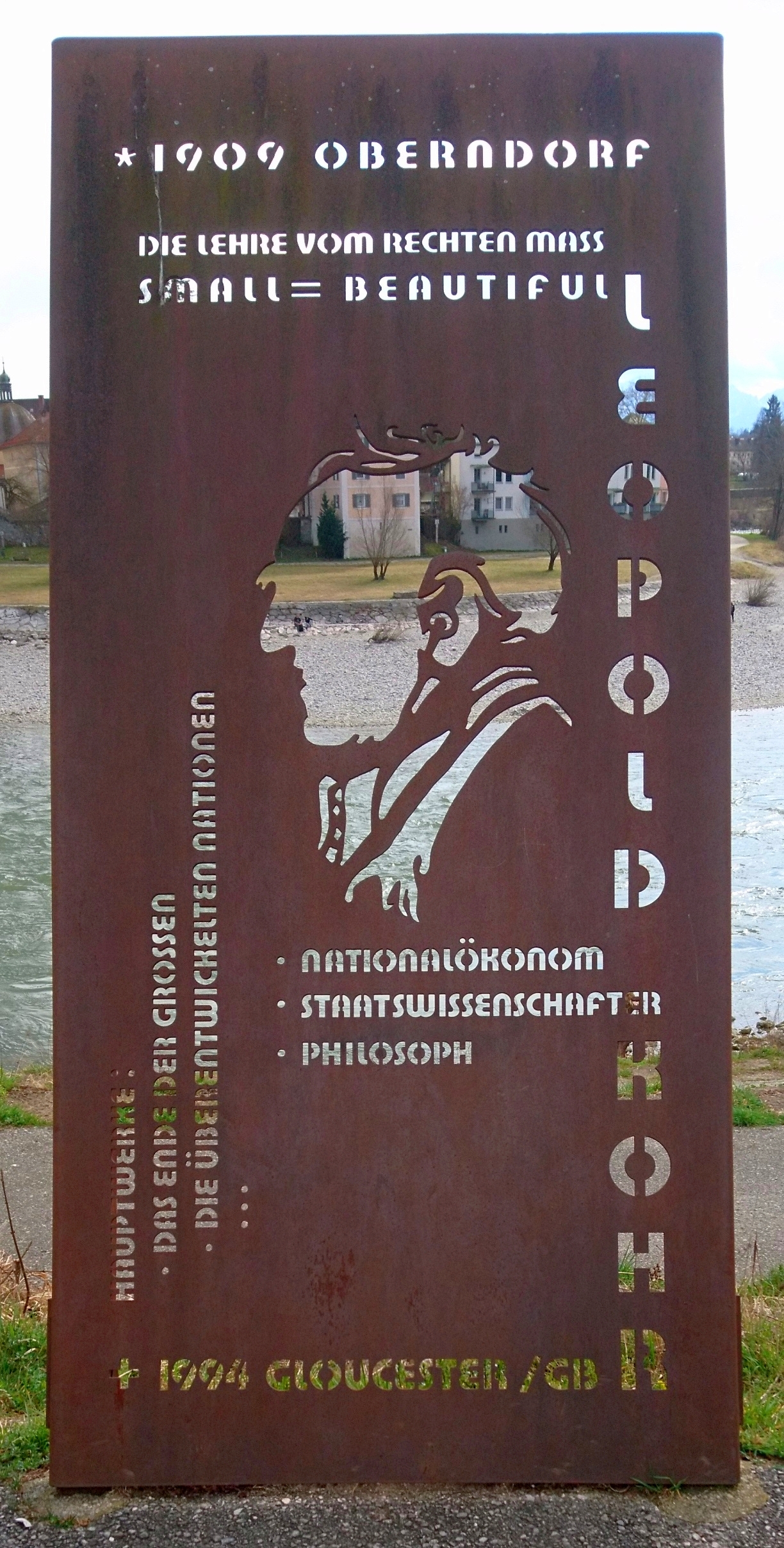
Denkmal für Leopold Kohr in Oberndorf bei Salzburg

- 1983: Alternativer Nobelpreis (Right Livelihood Award)
- 1985: Ehrenring der Stadt Oberndorf
- 1986: Ring des Landes Salzburg
- 1986: Ehrenbürger der Stadt Salzburg
- 1989: Goldenes Ehrenzeichen der Republik Österreich

## Werke

### Sein Hauptwerk
- The Breakdown of Nations, Routledge and Kegan Paul, London 1957 / E. P. Dutton, New York 1978 / Green Books, 2001 etc. (englisch)
auf Deutsch erstmals 1986 im Orac Verlag, Wien / Neuausgabe als Teil der Werkausgabe:
- Das Ende der Großen. Zurück zum menschlichen Maß. Otto Müller Verlag, Salzburg 2002, ISBN 978-3-7013-1055-5
- Disunion Now: A Plea for a Society Based upon Small Autonomous Units, The Commonweal, September 26, 1941 (as: Hans Kohr) / Telos Press, New York 1992 (englisch)
auf Deutsch als:
  - Einigung durch Teilung: Gegen nationalen Wahn, für ein Europa der Kantone – ein Vorschlag aus dem Jahr 1941, Die Zeit 18. Oktober 1991 / Druckausgabe: Nr. 43, 25. Oktober 1991, S. 19

### Weitere Werke
- „Small is beautiful“. Ausgewählte Schriften aus dem Gesamtwerk. Deuticke Verlag, Wien 1995, ISBN 3-216-30105-2
- Die überentwickelten Nationen. Müller, Salzburg 2003, ISBN 978-3-7013-1076-0
- Weniger Staat. Gegen die Übergriffe der Obrigkeit. Müller, Salzburg 2004, ISBN 978-3-7013-1089-0
- Die Lehre vom rechten Maß. Aufsätze aus fünf Jahrzehnten. Müller, Salzburg 2006, ISBN 978-3-7013-1116-3
- Entwicklung ohne Hilfe. Die überschaubare Gesellschaft. Müller, Salzburg 2007, ISBN 978-3-7013-1129-3
- Probleme der Stadt. Gedanken zur Stadt- und Verkehrsplanung. Müller, Salzburg 2008, ISBN 978-3-7013-1154-5
- Das Akademische Wirtshaus. Müller, Salzburg 2010, ISBN 978-3-7013-1173-6

## Filme/Dokumentationen
- Das Elend der Großen – Die Macht der Kleinen. Die Thesen von Leopold Kohr als Weg aus der Krise. ORF-Landesstudio Salzburg; Hans Kutil, 2009
- Leopold Kohr – Rückkehr zum menschlichen Maß Deutsch, Ranfilm, Alfred Ninaus, 2010/11
- Leopold Kohr – Small is beautiful – Life on a Human Scale Englisch, Ranfilm, Alfred Ninaus, 2010/11